# Société canadienne de psychanalyse
La Société canadienne de psychanalyse est une confédération composée de sept sociétés anglophones et francophones. Elle regroupe 400 membres environ en 2015 et chapeaute cinq instituts de formation. La Société organise des congrès et des conférences scientifiques.

## Historique
La psychanalyse a été introduite au Canada, en 1946, sous la forme d'un « Cercle psychanalytique de Montréal », à l'initiative de Miguel Prados et Noël Mailloux. 
En 1948, Théo Chentrier, membre de la Société psychanalytique de Paris, s'installe au Canada et rejoint le Cercle psychanalytique, dont il devient plus tard directeur. D'autres Européens nouveaux arrivants au Canada rejoignent à leur tour le Cercle, notamment les psychanalystes Eric Wittkower et Alastair Macleod, de la Société britannique de psychanalyse, et Georges Zavitzianos, de la Société psychanalytique de Paris.
Fort de l'appartenance de cinq de ses membres à l'Association psychanalytique internationale, le Cercle psychanalytique demande son adhésion à l'Association, lors du Congrès international de psychanalyse d'Amsterdam (1951). Le Congrès demande aux Canadiens de se recommander d'une association psychanalytique déjà instituée. Les Canadiens s'adressent alors à l'American Psychoanalytic Association (ApsaA), mais les discussions n'aboutissent pas, conduisant le Cercle canadien à adresser une demande à la Société britannique de psychanalyse, qui les accueille officiellement, avec le statut de société indépendante.
Ainsi parrainée officiellement, la Société canadienne de psychanalyse est reconnue en 1957, lors du 20e Congrès de l’Association psychanalytique internationale à Paris, en tant que « société constituante ayant l’anglais et le français comme langues officielles ».

## Structure institutionnelle
En 1967, la SCP devient une confédération. Elle est d'abord composée de 3 sociétés :
- la Société psychanalytique de Montréal (section francophone)
- CPS-Quebec English (section anglophone)
- Toronto Psychoanalytic Society (TPS)

Viennent s'ajouter plus tard
- la Société psychanalytique d’Ottawa (1972)
- Western Branch (Vancouver, 1978)
- South Western Psychoanalytic Society, London, 1982)
- la Société psychanalytique de Québec (ville de Québec, 1988)

## Formation
La formation psychanalytique est d'abord assurée au sein de l'Université McGill, par un institut indépendant de la Société, créé en 1953-1954, et dont Clifford Scott, ancien président de la Société britannique de psychanalyse, prend la direction. En 1960, il devient un institut autonome, l’Institut canadien de psychanalyse, dont Jean-Baptiste Boulanger devient directeur.
Elle supervise 5 instituts canadiens de psychanalyse
- l'institut canadien d'Ottawa
- l'institut canadien du Québec (anglophone)
- l'institut psychanalytique de Montréal
- l'institut psychanalytique de Toronto.
- l'institut psychanalytique de Vancouver

## Édition
La Société édite une publication bilingue, la Revue canadienne de psychanalyse  (ISSN 1195-3330).